# Torre de televisión de Ruse
La Torre de televisión de Ruse, es una torre de telecomunicaciones en la ciudad de Ruse, Bulgaria. Con sus 204 m, fue la torre más alta de los Balcanes hasta 2001. Inicialmente medía 206 m pero posteriores reconstrucciones de su antena han cambiado su altura (210 m en los años 90, 204 desde 2007).

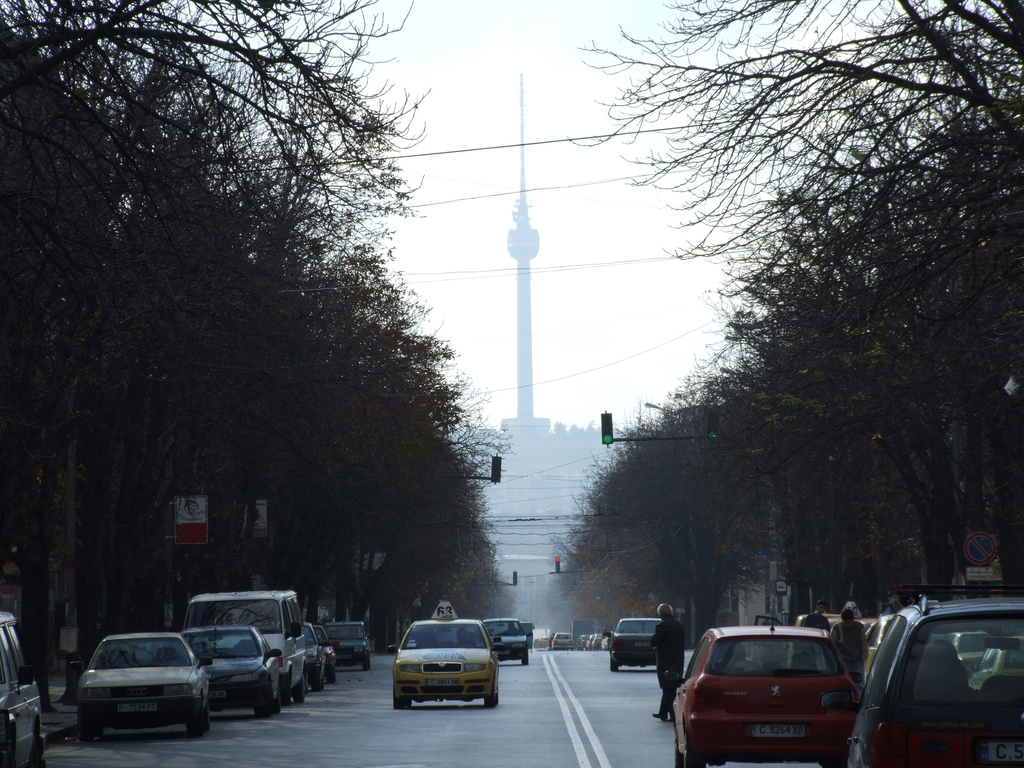
La Torre de televisión de Ruse desde la ciudad.

Construida en el cerro Leventa en 1986, fue inaugurada en 1987 durante el régimen comunista. Los arquitectos eran Stilyan Titkov, Evlogi Tsvetkov, Ivan Yantahtov y V. Vasilev. Desde el comienzo la torre transmitía tanto televisión búlgara como soviética así como tres estaciones de radio búlgaras. Con el paso del tiempo y la necesidad de usar mayores frecuencias fue haciéndose necesario cambiar los transmisores que finalmente fueron completamente renovados en 2004. 
La torre tiene una cubierta de observación (que desde 2010 está cerrada) a una altura de 107 m, desde la que se puede ver una vista panorámica de Ruse, el Danubio, la ciudad vecina de Giurgiu, Rumanía, e incluso los montes Cárpatos.